# Hanse Jet II
Die Hanse Jet II ist ein Katamaran, der bis 2003 von der Förde Reederei Seetouristik von Hamburg aus im Helgolandverkehr eingesetzt war. Das Schiff gehört zum Typ „FlyingCat 40“, der von der norwegischen Werft Kvaerner Fjellstrand in unterschiedlicher Ausstattung und mit teilweise abweichenden Daten gebaut wurde.
2004 wurde das Schiff nach Griechenland verkauft. Es wird dort als Flyingcat 6 von der Reederei Hellenic Seaways in der Ägäis eingesetzt.

## Geschichte
Das Schiff wurde als Teil einer Serie baugleicher Schiffe unter der Baunummer 1644 auf der Werft Kvaerner Fjellstrand in Omastrand gebaut. Der Rumpf wurde von Kvaerner Fjellstrand in Singapur zugeliefert (Baunummer: 0032). Die Kiellegung fand im Dezember 1996, der Stapellauf im März 1997 statt. Die Fertigstellung des Schiffes erfolgte im Mai 1997.
Das Schiff wurde am 12. Mai 1997 an die Weiße Flotte in Stralsund abgeliefert, die es in der Ostsee in erster Linie zwischen Lübeck-Travemünde, Burgstaaken, Heiligenhafen und Warnemünde einsetzte. Ab Mai 1998 fuhr das Schiff für die Förde Reederei Seetouristik im Helgolandverkehr ab Hamburg. Ab Sommer 1999 war es für ein Jahr an Channel Hoppers verchartert und zwischen Jersey, Guernsey und Alderney eingesetzt.
Im Mai 2000 wurde das Schiff in Hanse Jet II umbenannt. Es wurde noch bis Ende Mai 2003 von Hamburg aus nach Helgoland eingesetzt, bevor es von der Halunder Jet abgelöst wurde. Im Juli und August 2003 wurde das Schiff nochmal zwischen Cuxhaven und Helgoland eingesetzt.
Im Oktober 2004 wurde das Schiff an die griechische Reederei Minoan Flying Dolphins, die 2005 in der Reederei Hellenic Seaways aufging, verkauft. Das in Flyingcat 6 umbenannte Schiff ist bei Hellenic Seaways zwischen Volos bzw. Agios Konstantinos und den Sporaden sowie zwischen Piräus und den Saronischen Inseln zum Einsatz.

## Technische Daten
Der Antrieb des Schiffes erfolgt durch zwei Sechzehnzylinder-Dieselmotoren des Herstellers MTU (Typ: 16V396TE). Die Motoren wirken über Untersetzungsgetriebe auf zwei Wasserstrahlantriebe. Das Schiff erreicht bis zu 36 kn. Für die Stromerzeugung stehen zwei Dieselgeneratorsätze, die von zwei MTU-Dieselmotoren (Typ: 6R099TA) angetrieben werden, zur Verfügung.